# Niuki (sielsowiet Msciż)
Niuki (biał. Ніўкі; ros. Нивки, Niwki) – wieś na Białorusi, w obwodzie mińskim, w rejonie borysowskim, w sielsowiecie Msciż. W 2009 roku liczyła 185 mieszkańców.